# Pontarlier
Pontarlier (deutsch veraltet Bünterlin, lat. Ariolica) ist eine französische Stadt mit 17.928 Einwohnern (Stand 1. Januar 2022) im Jura unweit der Schweizer Grenze. Sie gehört zum Département Doubs in der Region Bourgogne-Franche-Comté und ist Sitz einer Unterpräfektur. Die Stadt ist Mitglied und Sitz des Gemeindeverbands Grand Pontarlier. Die Bewohner der Stadt werden im Französischen als Pontissaliens bezeichnet.

## Geographie
Pontarlier liegt etwa 10 Kilometer von der Grenze zur Schweiz entfernt auf einer Hochebene am Oberlauf des Doubs und ist mit einer Höhenlage von 837 m die am zweithöchsten gelegene Stadt Frankreichs nach Briançon. Besançon, Sitz der Präfektur, liegt etwa 60 km nordwestlich der Stadt.
Die Gemeinde liegt nördlich des Regionalen Naturparks Haut-Jura, mit dem sie als offizieller Zugangsort assoziiert ist.

## Geschichte
Dank ihrer geographischen Lage spielte die Stadt schon früh eine bedeutende Rolle für den Warenaustausch zwischen Nord- und Südeuropa, im 12. Jahrhundert wurde sie zum Handelszentrum. Pontarlier war auch eine der wichtigsten Städte der alten Franche-Comté. Da die Hauptstraße von der Schweiz hier durchführte, wurde Pontarlier als Schlüssel von Frankreich bezeichnet.
Die Stadt litt im Laufe der Geschichte unter zahlreichen durch ihre Grenzlage bedingten Invasionen. Außerdem erlebte sie schwere Brände, die auf die notwendige Beheizung in den strengen Wintermonaten zurückzuführen waren. Die immer wiederkehrenden Brände bewogen die Einwohner schließlich, die Häuser nicht mehr aus Holz, sondern aus Stein zu erbauen. 
Im Deutsch-Französischen Krieg gelangte Pontarlier dadurch zu Bedeutung, dass hier in der Endphase dieses Kriegs am 1. Februar 1871 die bei Belfort geschlagene Ostarmee des französischen Generals Charles Denis Bourbaki unter dem Befehl des Generals Justin Clinchant über die Schweizer Grenze ging, nachdem sie von der preußischen Südarmee (2. und 7. Korps) unter Edwin von Manteuffel in den Gefechten von Sombacourt und Chaffois (29. Januar), Frasne (30. Januar) und Les Granges umfasst und abgeschnitten worden war. Als der Übertritt in die Schweiz schon im Gang war, griffen die Preußen am 1. Februar die französische Nachhut bei Pontarlier an, nahmen die Stadt ein und hatten dann noch ein hartnäckiges Gefecht bei La Cluse zu bestehen. Im Ganzen verloren die Franzosen in den Gefechten bei Pontarlier, die vom 29. Januar bis 1. Februar 1871 dauerten, zwei Fahnen, 28 Geschütze, viele Wagen und 15.000 Gefangene, darunter zwei Generäle.
Pontarlier war im 19. Jahrhundert Hauptstadt der Absinth-Produktion, 1805 wurde von Henri-Louis Pernod die erste Destillerie eröffnet. Durch das Absinth-Verbot 1914 spielte dieser Wirtschaftszweig keine Rolle mehr, bis die Destillerie Pernod Fils 2001 wieder mit der Produktion begann.
Als sich Frankreich im Zweiten Weltkrieg unter deutscher Besatzung befand, organisierte das Lehrerehepaar Roger und Marcelle Robbe ab Ende 1942 von Salins-les-Bains aus die Verteilung der im Untergrund erscheinenden Widerstandspresse der Résistance in Pontarlier. Nach der Libération, der Befreiung der Stadt und ihrer Umgebung am 5. September 1944, wurde der Résistancekämpfer Georges Rousseau zum Commandant d’armes von Pontarlier ernannt. Philippe Pétain, der Anführer der Kollaboration und des Vichy-Regimes, kam von Deutschland, wohin er geflohen war, nach eintägigem Aufenthalt in der Schweiz, am 25. April 1945 über die Grenze bei Pontarlier nach Frankreich, um sich vor den Richtern zu rechtfertigen. Etwa 1000 Demonstranten warteten am Bahnhof auf die Zugdurchfahrt, bewarfen den Zug mit Kieselsteinen und riefen dem Ex-Diktator „À mort, Pétain!“ (Tötet Pétain!) zu.
Heute sind 30 % der Einwohner Grenzgänger und arbeiten in der Schweiz. Ihre wesentlich höheren Einkommen treiben die Immobilienpreise in die Höhe und es besteht eine Wohnungsnot.

## Bevölkerung
| Jahr                       | 1962   | 1968   | 1975   | 1982   | 1990   | 1999   | 2008   | 2018   |
| -------------------------- | ------ | ------ | ------ | ------ | ------ | ------ | ------ | ------ |
| Einwohner                  | 15.382 | 16.442 | 17.983 | 17.781 | 18.104 | 18.360 | 18.639 | 17.393 |
| Quellen: Cassini und INSEE |        |        |        |        |        |        |        |        |

## Sehenswürdigkeiten
- Die Porte Saint-Pierre wurde 1772 erbaut an der Stelle der früheren Porte du Boulevard. Die Porte du Boulevard war das wichtigste der fünf Stadttore von Pontarlier.
- Kirche Saint-Bénigne aus dem 17. Jahrhundert mit Glasmalereien von Alfred Manessier von 1974/75[6]
- Chapelle des Annonciades (18. Jahrhundert)
- Chapelle de l’Espérance (1861)
- Kasernen Marguet (1748–1764)
- Stadtmuseum von Pontarlier am Place d’Arçon
- Museum Espera von Franco Sbarro (Automobildesign)
- Das Château de Joux (im 10. Jahrhundert erbaut, im 18. Jahrhundert in der heutigen Form ausgebaut) einige Kilometer südlich von Pontarlier. Ab dem 18. Jahrhundert diente es als Gefängnis und beherbergte unter anderen Mirabeau, Toussaint-Louverture und Kleist. Die Festung kann heute in halbstündlich stattfindenden Führungen besichtigt werden und beherbergt ein kleines Museum mit militärischen Utensilien der französischen Armee aus dem 18. Jahrhundert.

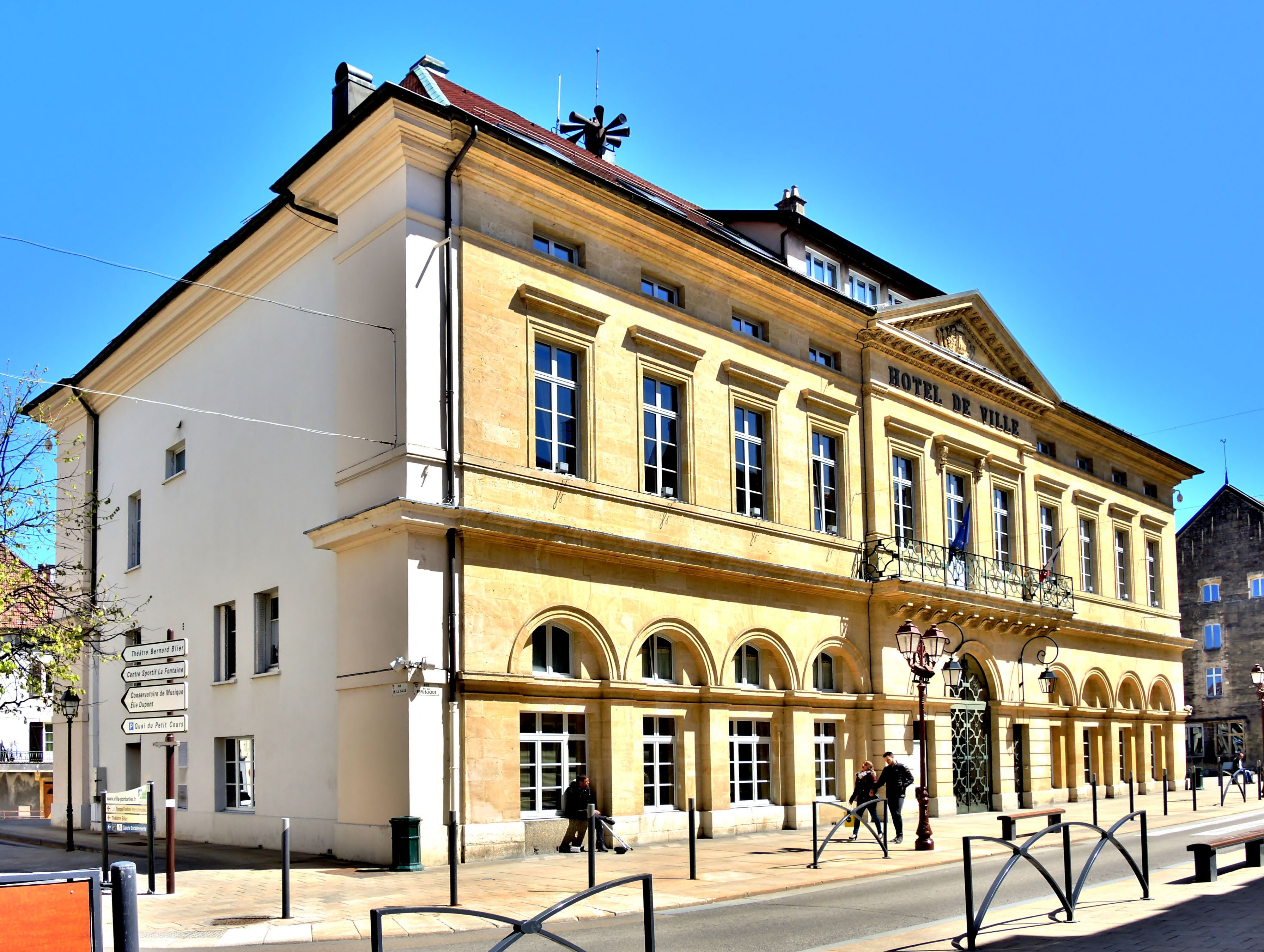
Rathaus (Hôtel de ville)
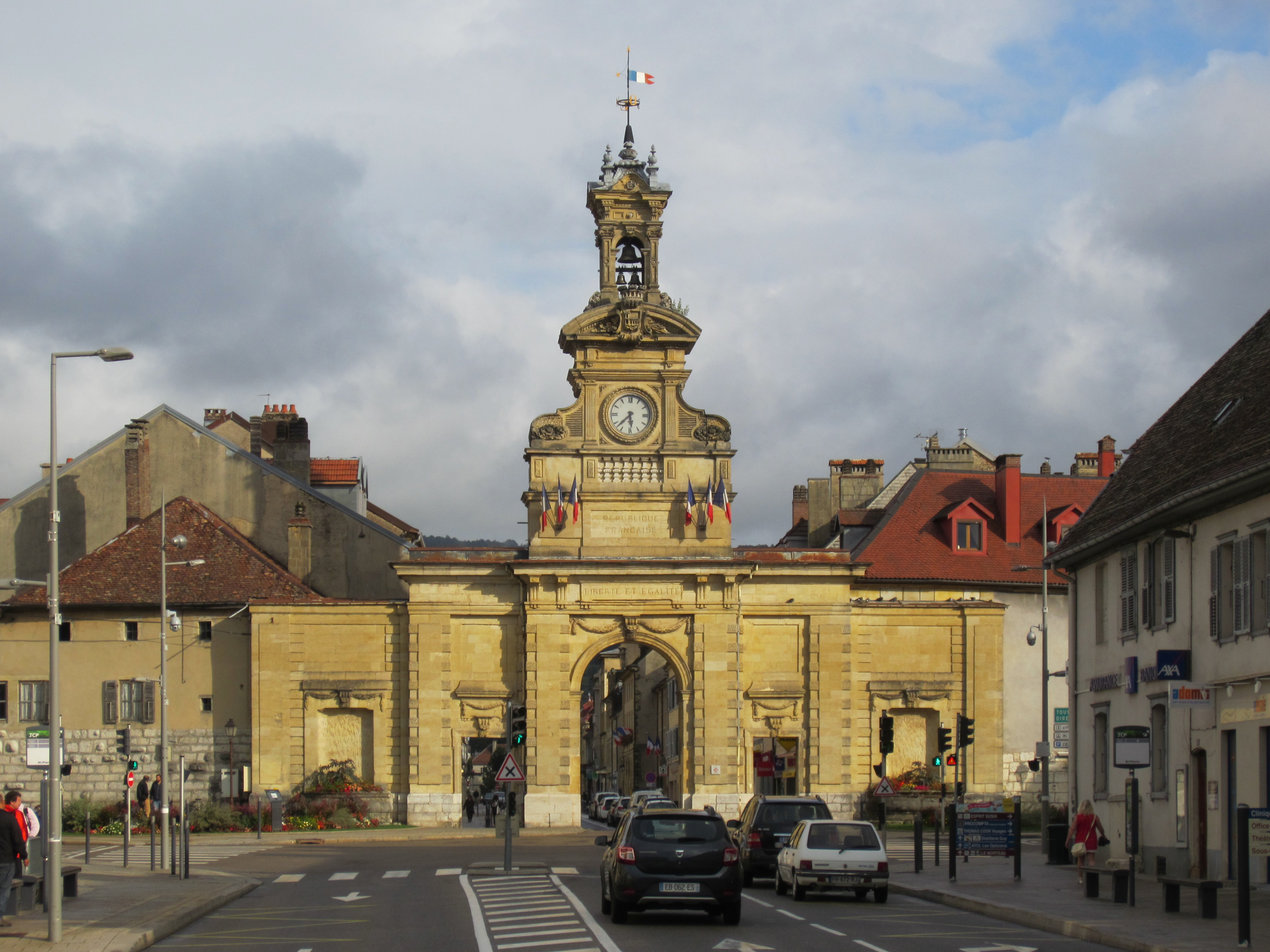
Porte Saint-Pierre
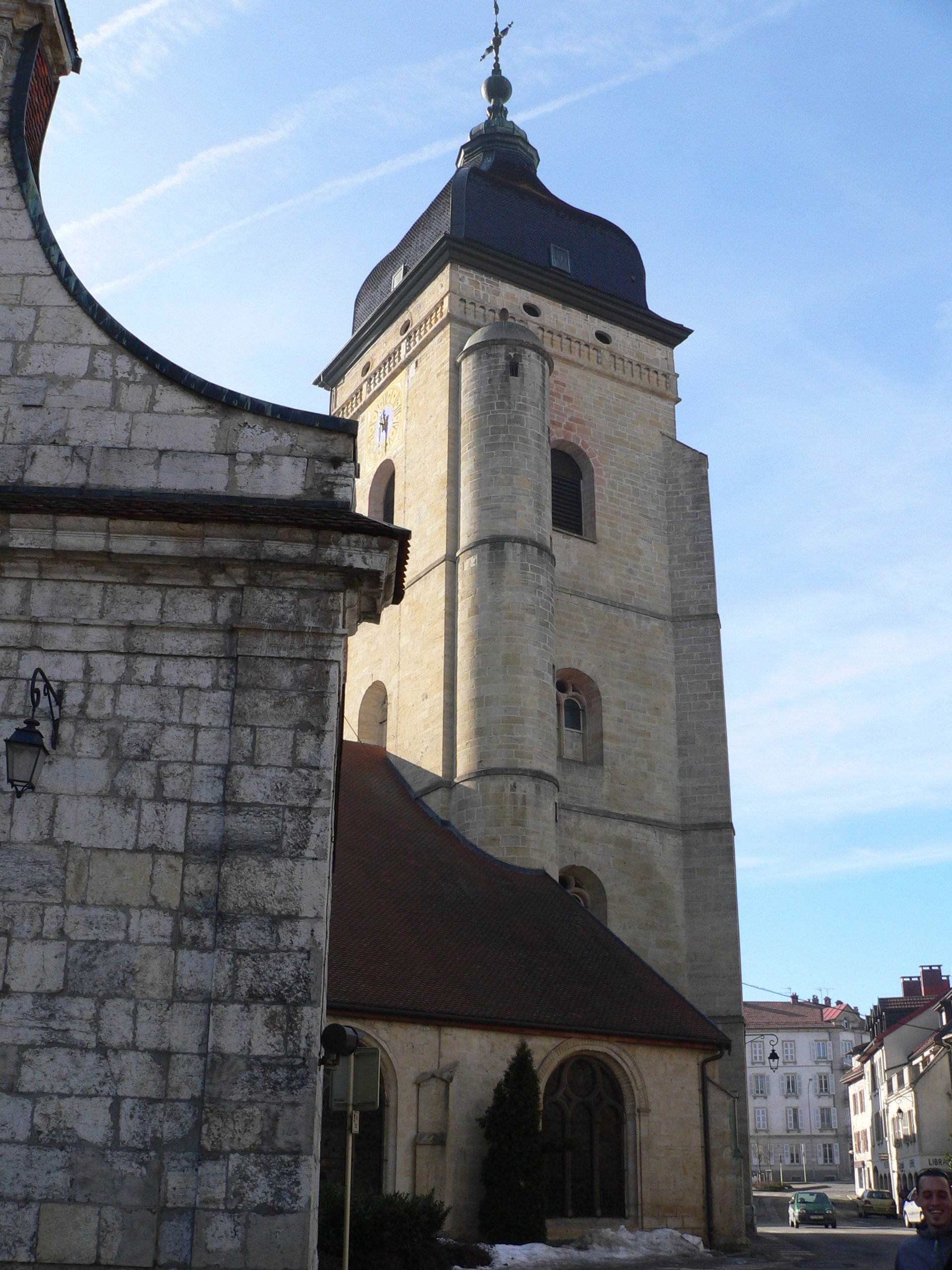
Kirche Saint-Bénigne
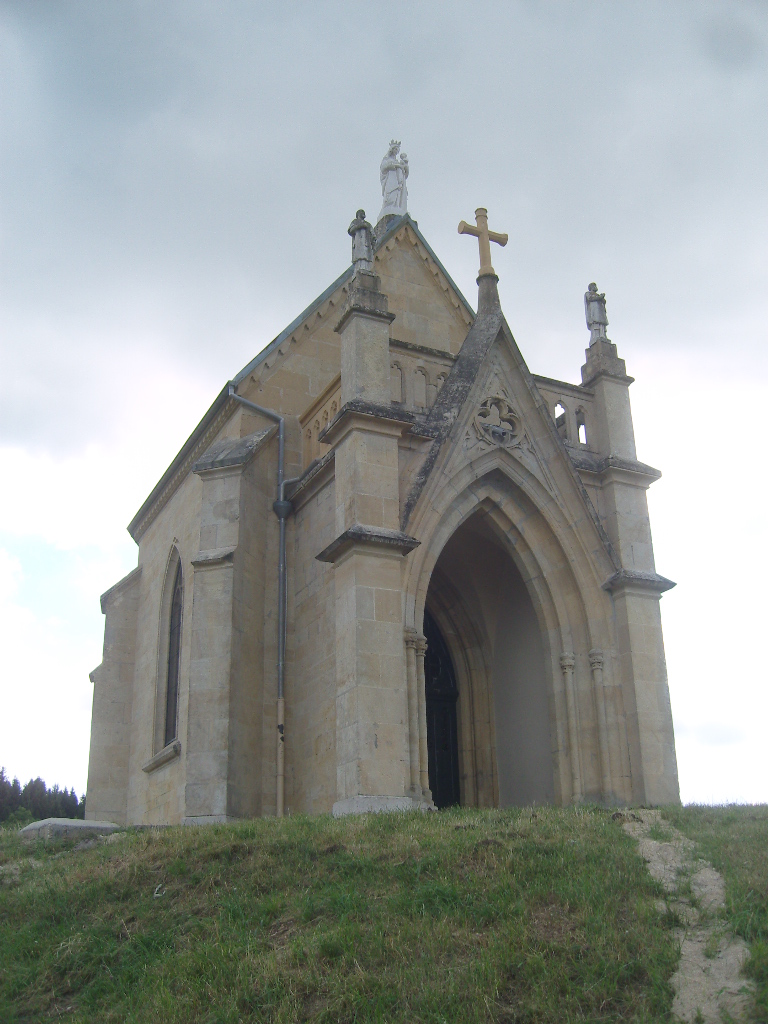
Chapelle de l’Espérance
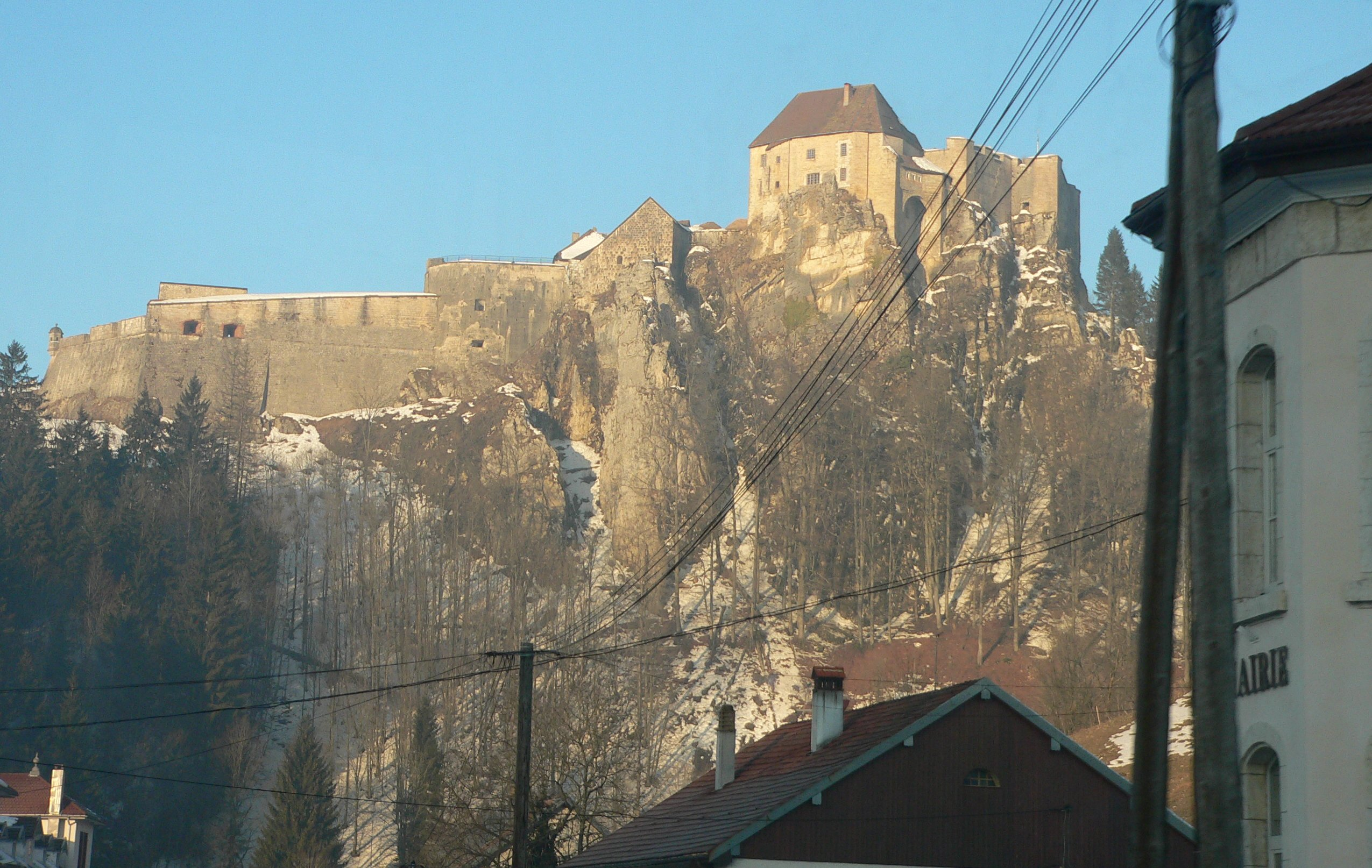
Château de Joux

## Tourismus
Pontarlier ist Wintersportort, vor allem Langlauf wird dort betrieben. Durch die Nähe des Flusses Doubs und der beiden Seen Lac de Saint-Point (der drittgrößte natürliche See Frankreichs) und Lac de Remoray gibt es auch ein großes Angebot an Wassersportarten.

## Sport
1997 wurde Pontarlier unter den Städten mit weniger als 30.000 Einwohnern als sportlichste Stadt Frankreichs ausgezeichnet. Hier sind relativ viele bekannte Wintersportler geboren (siehe unten). Die Stadt war mehrmals Etappenziel der Tour de France (2025, 2009, 2001, 1985, 1972, 1960, 1928, 1927).

## Verkehr
Der Bahnhof Pontarlier liegt an der internationalen Bahnstrecke Neuchâtel–Pontarlier und wurde von 1987 bis 2013 von einem TGV-Zugpaar der französisch-schweizerischen Bahngesellschaft Lyria angefahren, das die Strecke Paris – Bern befuhr. Heute bestehen Verbindungen der Regionalverkehrsgesellschaft TER Franche-Comté der SNCF nach Dole, Dijon, Frasne (mit TGV-Anschluss nach Paris) und nach Neuchâtel.
In der Stadt wird der öffentliche Personennahverkehr durch das Omnibusnetz der Gesellschaft Pontabus gewährleistet.
Der Flugplatz Pontarlier (ICAO-Code: LFSP) liegt etwa zwei Kilometer westlich der Stadt. Der dort beheimatete Aéroclub Pontarlier wurde 1930 gegründet.

## Absinth
Die Bedeutung der Absinthproduktion wird dargestellt in einem von der Destillerie Pierre Guy eingerichteten privaten Museum, in der auch Absinth verkostet wird. Die Destillerie hat auch zur Aufklärung eines geologischen Sachverhalts beigetragen: 1901 zerstörte ein Feuer die Fabrik; dabei flossen über 1 Million Liter Absinth in den nahe gelegenen Fluss Doubs. Das Wasser in der Quelle der Loue, die ca. 15 km entfernt liegt, nahm Geruch und Farbe von verdünntem Absinth an. Seitdem weiß man um die unterirdische Verbindung der beiden Gewässer. Vergleichbares hat man auch in Deutschland auf der Schwäbischen Alb (Donauversinkung) gefunden, allerdings unter Verwendung der Fluoreszenzfarbstoffe Natriumfluorescein (Uranin) und Eosin.

## Städtepartnerschaften
Pontarlier ist durch Städtepartnerschaften verbunden mit
- Villingen-Schwenningen, Deutschland, seit 1964
- Zarautz, Spanien, seit 1994
- Yverdon-les-Bains, Schweiz, seit 2003

## Persönlichkeiten
- Sébastien Rasles (1657–1724), jesuitischer Missionar und Lexikograph
- Jean Claude Eléonore Le Michaud d’Arçon (1733–1800), General und Ingenieur
- Xavier Marmier (1808–1892), Schriftsteller
- Philippe Grenier (1865–1944), Arzt und Abgeordneter
- Edgar Faure (1908–1988), Maire 1971–1977
- Pierre Bichet (1922–2008), Maler
- Hélène Louvart (* 1964), Kamerafrau
- Gilles Marguet (* 1967), Biathlet
- Fabrice Guy (* 1968), Nordischer Kombinierer
- Florence Baverel-Robert (* 1974), Biathletin
- Frédéric Baud (* 1975), Nordischer Kombinierer
- Vincent Defrasne (* 1977), Biathlet
- Alexandre Rousselet (* 1977), Skilangläufer
- Linda Marguet (* 1983), Mittelstreckenläuferin
- Arnaud Langel (* 1985), Biathlet
- François Braud (* 1986), Nordischer Kombinierer
- Célia Aymonier (* 1991), Biathletin und Skilangläuferin
- Marine Dupuis (* 1992), Handballspielerin
- Caroline Colombo (* 1996), Biathletin
- Lou Jeanmonnot (* 1998), Biathletin
- Sébastien Mahon (* 1999), Biathlet
- Oscar Lombardot (* 2000), Biathlet
- Maël Tyrode (* 2000), Nordischer Kombinierer
- Edgar Vallet (* 2000), Nordischer Kombinierer
- Mattéo Baud (* 2002), Nordischer Kombinierer
- Joséphine Pagnier (* 2002), Skispringerin
- Marco Heinis (* 2003), Nordischer Kombinierer
- Romane Baud (* 2006), Nordische Kombiniererin
- Marion Droz Vincent (* 2008), Nordische Kombiniererin